# Sermão da Montanha
O Sermão da Montanha é um discurso de Jesus Cristo que pode ser lido no Evangelho de Mateus (Caps. 5-7) e no Evangelho de Lucas (Fragmentado ao longo do livro). Nestes discursos, Jesus Cristo profere lições de conduta e moral, ditando os princípios que normatizam e orientam a vida cristã. Estes discursos podem ser considerados por isso como um resumo dos ensinamentos de Jesus a respeito do Reino de Deus, do acesso ao Reino e da transformação que esse Reino produz.
John Stott, teólogo e escritor, diz que a essência do Sermão da Montanha foi o apelo de Cristo aos seus seguidores para serem diferentes de todos os demais. "Não sejam iguais a eles", disse Jesus (Mt 6.8). O reino que Cristo proclamou deve ser uma contracultura, exibindo todo um conjunto de valores e padrões distintos. Desse modo, ele fala de justiça, influência, piedade, confiança e ambição, e conclui com um desafio radical para que se escolha o caminho Dele.
Além de importantes princípios ético-morais, pode-se notar grandes revelações, pois aquilo que muitas vezes é tido por ruim, por desagradável, diante de Deus é o que realmente vai levar muitos à verdadeira felicidade. Esta passagem forma um paradoxo, contrariando a ideia de muitos e mais uma vez mostrando que "…Deus não vê como o homem vê, o homem vê a aparência, mas Deus sonda o coração" (I Samuel 16.7).
No Sermão da Montanha o evangelista Mateus está a apresentar Jesus Cristo como o novo Moisés, daí o discurso ser proferido numa montanha (talvez, apenas uma colina), pois Moisés tinha recebido os 10 Mandamentos no monte Sinai. Entretanto, Jesus afirmou que não veio para abolir a Lei ou os Profetas, mas sim cumprir na sua íntegra (Mt 5.17), embora a interpretação descontextualizada da Bíblia, pode dar a uma literal interpretação sobre a abolição ou não da lei, destaca-se o texto da epístola aos Hebreus 8:6-13: "Mas a Cristo foi confiado um serviço muito mais importante, até porque a nova aliança, para o qual serviu de mediador, se fundamenta em promessas muito mais excelentes. Evidentemente que se a primeira aliança tivesse sido perfeita não teria havido razão para ser substituída por outra aliança.
Mas Deus chamou a atenção para a imperfeição da velha aliança quando disse: “Há de vir o tempo em que farei uma nova aliança, com o povo de Israel e de Judá, essa aliança não será como a que eu estabeleci com os seus pais, quando os tomei pela mão, a fim de os fazer sair da terra do Egito. Ora, como eles não cumpriram a sua obrigação nessa aliança, eu por minha parte virei-lhes as costas, diz o Senhor. Contudo, esta é a aliança que farei com o povo de Israel, diz o Senhor: "Porei as minhas leis nos seus entendimentos, vou escrevê-las nos seus corações. Eu serei o seu Deus e eles serão o meu povo. E então ninguém terá de dizer ao seu vizinho, nem ao seu irmão: ‘Precisas de conhecer o Senhor!’ Porque todos, grandes e pequenos, já me conhecerão nesse tempo. Pois terei misericórdia deles e perdoarei as suas injustiças; não me lembrarei mais dos seus pecados.”
Portanto, se Deus fala de uma nova aliança é porque considera a anterior caducada. E, se prescreveu, por antiguidade, está posta de lado. Na Epístola aos Efésios, fica claro que a Velha Aliança (antigo testamento) foi abolida "Cristo, pela sua morte física, aboliu o sistema inteiro da Lei judaica que excluía os gentios. Ele recriou uma nova humanidade, trazendo a paz." (Ef 2:15)

## Partes e ensinamentos importantes do Sermão

### Introdução narrativa
Na introdução narrativa, o evangelista descreve que Jesus, vendo aquelas multidões, subiu à montanha e sentou-se e seus discípulos aproximaram-se dele, e é aí que Ele começou a pregar o seu famoso sermão ao ar livre (Mt 5.1-2).

### As Bem-aventuranças
As Bem-aventuranças são o anúncio da verdadeira felicidade, porque proclamam a verdadeira e plena libertação, e não o conformismo ou a alienação. Elas anunciam a vinda do Reino de Deus através da palavra e ação de Jesus, que tornam a justiça divina presente no mundo. A verdadeira justiça para aqueles que são inúteis, pobres ou incômodos para uma estrutura de sociedade baseada na riqueza que explora e no poder que oprime. As Bem-aventuranças revelam também o carácter das pessoas que pertencem ao Reino de Deus, exortando as pessoas a seguir este carácter exemplar.
Resumindo e usando as palavras do Catecismo da Igreja Católica (CIC), as bem-aventuranças nos ensinam o fim último ao qual Deus nos chama: o Reino de Deus, a visão de Deus, a participação na natureza divina, a vida eterna, a filiação divina, o repouso em Deus (CIC, n. 1726). não devemos reclamar e sim cuidar
| “ | Bem-aventurados os pobres por espirito, porque deles é o Reino de Deus! Bem-aventurados os que choram, porque serão consolados! Bem-aventurados os mansos, porque possuirão a terra! Bem-aventurados os que têm fome e sede de justiça, porque serão saciados! Bem-aventurados os misericordiosos, porque alcançarão misericórdia! Bem-aventurados os puros de coração, porque verão Deus! Bem-aventurados os Defensores da Paz, porque serão chamados filhos de Deus! Bem-aventurados os que são perseguidos por causa da justiça, porque deles é o Reino dos Céus! Bem-aventurados sereis quando vos caluniarem, quando vos perseguirem e disserem falsamente todo o mal contra vós por causa de Mim. Alegrai-vos e exaltai, porque será grande a vossa recompensa nos céus, pois assim perseguiram os profetas que vieram antes de vós. | ” |

### Sal da terra, luz do mundo.
Jesus, através das metáforas de Sal e de Luz, revela a enorme força do testemunho e a importante função dos discípulos, especialmente dos pregadores, que é sobretudo preservar e proteger a humanidade contra as influências malignas da corrupção e da maldade (a função do Sal) e ajudar a humanidade a conhecer, através da sua fé e seu bom exemplo iluminadores, o caminho da salvação (a função da Luz).
| “ | Vós sois o sal da terra. Ora, se o sal perde o sabor, com que lhe será restituído o sabor? Para nada mais serve senão para ser lançado fora e calcado pelos homens. Vós sois a luz do mundo. Não se pode esconder uma cidade situada sobre uma montanha nem se acende uma luz para colocá-la debaixo do alqueire, mas sim para colocá-la sobre o candeeiro, a fim de que brilhe a todos os que estão em casa. Assim, brilhe vossa luz diante dos homens, para que vejam as vossas boas obras e glorifiquem vosso Pai que está nos céus. | ” |

### Reinterpretação da Lei de Deus
Jesus revaloriza e reinterpreta, por vezes de forma antitética, a Lei de Deus na sua íntegra, particularmente dos 10 Mandamentos, tendo por objetivo levá-los à perfeição (Mateus 5:48):

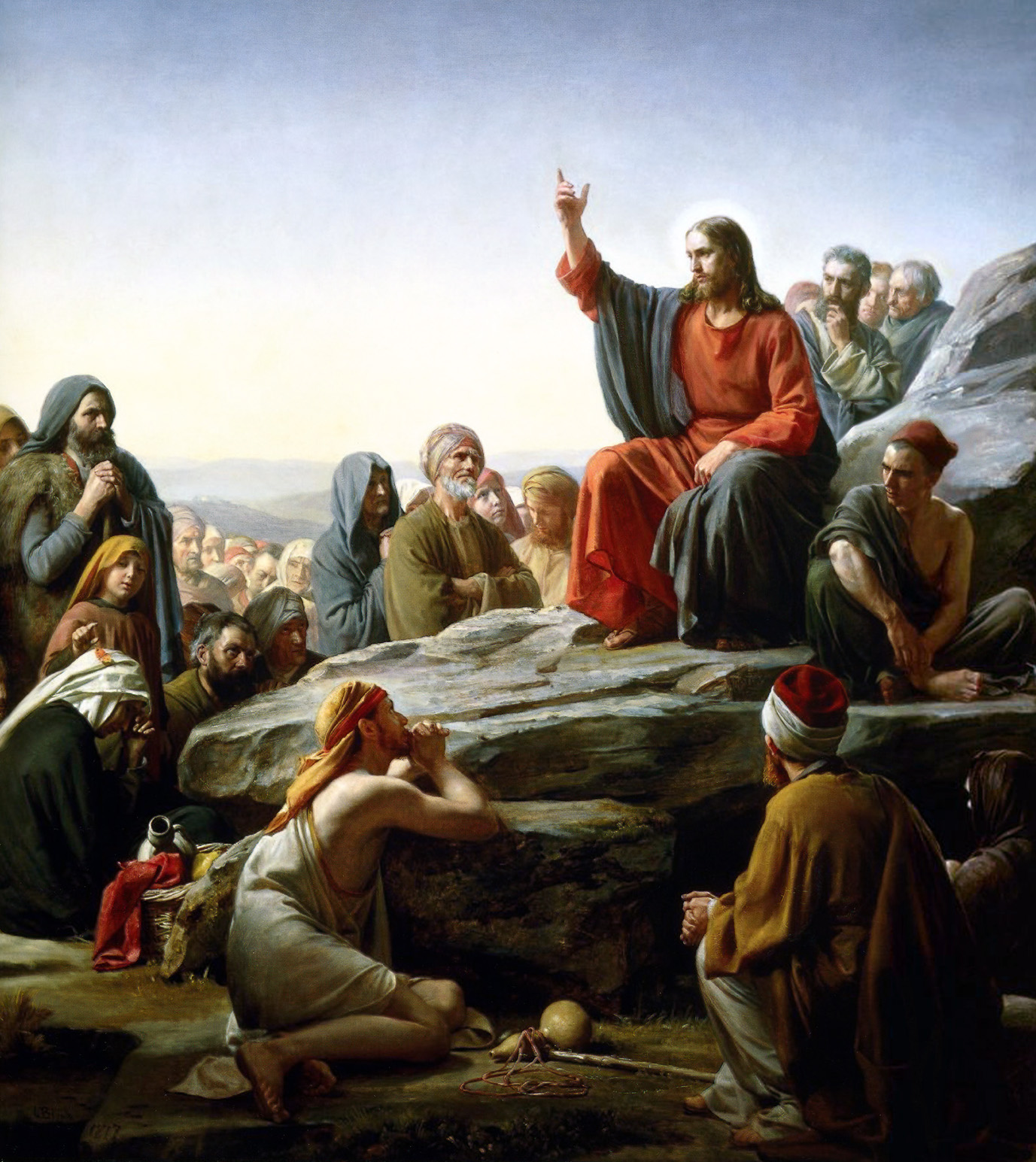
O Sermão da Montanha (1890), pintura de Carl Heinrich Bloch.

| “ | Não julgueis que vim abolir a Lei ou os Profetas. Não vim para os abolir, mas sim para levá-los à perfeição. Pois em verdade vos digo: passará o céu e a terra, antes que desapareça um jota, um traço da lei Aquele que violar um destes mandamentos, por menor que seja, e ensinar assim aos homens, será declarado o menor no Reino dos Céus. Mas aquele que os guardar e os ensinar será declarado grande no Reino dos Céus. Digo-vos, pois, se vossa justiça não for maior que a dos escribas e fariseus, não entrareis no Reino dos Céus. | ” |

## Ofereça a outra face

### Pai-Nosso e perdão
Jesus, a seguir à reinterpretação da Lei de Deus, começa a condenar a ostentação na prática de 3 obras fundamentais do Judaísmo, que são a esmola, o jejum e a oração. Ele não pretende condenar a observância fiel e honesta destas obras boas e o bom exemplo que estas acções produzem, mas somente o vão desejo de ostentar em frente de outras pessoas. Ele alerta para o fato de, se a finalidade das pessoas que praticam estas obras é ostentar, eles já foram recompensados na Terra por outros homens que as elogiaram.
| “ | Guardai-vos de fazer vossas boas obras diante dos homens, para serdes vistos por eles. Do contrário, não tereis recompensa junto de vosso Pai que está no céu. | ” |

| “ | Quando, pois, dás esmola, não toques a trombeta diante de ti, como fazem os hipócritas nas sinagogas e nas ruas, para serem louvados pelos homens. Em verdade eu vos digo: já receberam sua recompensa. Quando deres esmola, que tua mão esquerda não saiba o que fez a direita. Assim, a tua esmola se fará em segredo; e teu Pai, que vê o escondido, recompensar-te-á. | ” |

| “ | Quando jejuardes, não tomeis um ar triste como os hipócritas, que mostram um semblante abatido para manifestar aos homens que jejuam. Em verdade eu vos digo: já receberam sua recompensa. Quando jejuares, perfuma a tua cabeça e lava o teu rosto. Assim, não parecerá aos homens que jejuas, mas somente a teu Pai que está presente ao oculto; e teu Pai, que vê num lugar oculto, recompensar-te-á. | ” |

| “ | Quando orardes, não façais como os hipócritas, que gostam de orar de pé nas sinagogas e nas esquinas das ruas, para serem vistos pelos homens. Em verdade eu vos digo: já receberam sua recompensa. Quando orares, entra no teu quarto, fecha a porta e ora ao teu Pai em segredo; e teu Pai, que vê num lugar oculto, recompensar-te-á. Nas vossas orações, não multipliqueis as palavras, como fazem os pagãos que julgam que serão ouvidos à força de palavras. Não os imiteis, porque vosso Pai sabe o que vos é necessário, antes que vós lho peçais. | ” |

Durante o seu discurso sobre a oração, Jesus deu aos homens uma célebre oração, o Pai-Nosso, que se trata de um modelo para ensiná-los como orar corretamente.
| “ | Pai Nosso, que estais no céu, santificado seja o vosso nome; venha a nós o vosso Reino; seja feita a vossa vontade, assim na terra como no céu. O pão nosso de cada dia nos dai hoje; perdoai-nos as nossas ofensas, assim como nós perdoamos aos que nos ofenderam; e não nos deixeis cair em tentação, mas livrai-nos do mal. | ” |

Jesus afirma também que se perdoardes aos homens as suas ofensas, vosso Pai celeste também vos perdoará. Mas se não perdoardes aos homens, tampouco vosso Pai vos perdoará (Mt 6, 14-15).
Também sobre a oração, Ele exorta por fim aos seus discípulos que deviam sempre ter confiança na oração e particularmente em Deus, porque vosso Pai celeste dará boas coisas aos que lhe pedirem durante a oração.
| “ | Pedi e se vos dará. Buscai e achareis. Batei e vos será aberto. Porque todo aquele que pede, recebe. Quem busca, acha. A quem bate, abrir-se-á. Quem dentre vós dará uma pedra a seu filho, se este lhe pedir pão? E, se lhe pedir um peixe, dar-lhe-á uma serpente? Se vós, pois, que sois maus, sabeis dar boas coisas a vossos filhos, quanto mais vosso Pai celeste dará boas coisas aos que lhe pedirem. | ” |

### Materialismo e Providência divina
Jesus, condenando indiretamente o materialismo, exorta os seus discípulos para não preocupar demasiado com os seus bens e as suas necessidades materiais, mas sim, preocupar-se mais e em primeiro lugar em guardar tesouros no céu, para preparar o acesso ao Reino de Deus. Sobre a riqueza, Jesus alerta os seus discípulos para o fato de ser impossível servir ao mesmo tempo a Deus e à riqueza. E, relativamente às necessidades materiais dos homens e às suas preocupações cotidianas, Jesus apela para a confiança na Providência divina, afirmando que vosso Pai celeste sabe que necessitais de tudo isso  e que o dia de amanhã terá as suas preocupações próprias. A cada dia basta o seu cuidado (Mt 6, 19-34).
| “ | Não ajunteis para vós tesouros na terra, onde a ferrugem e as traças corroem, onde os ladrões furtam e roubam. Ajuntai para vós tesouros no céu, onde não os consomem nem as traças nem a ferrugem, e os ladrões não furtam nem roubam. Porque onde está o teu tesouro, lá também está teu coração. | ” |

| “ | Ninguém pode servir a dois Senhores, porque ou odiará a um e amará o outro, ou dedicar-se-á a um e desprezará o outro. Não podeis servir a Deus e à riqueza. | ” |

| “ | Não vos aflijais, nem digais: Que comeremos? Que beberemos? Com que nos vestiremos? São os pagãos que se preocupam com tudo isso. Ora, vosso Pai celeste sabe que necessitais de tudo isso. Buscai em primeiro lugar o Reino de Deus e a sua justiça e todas estas coisas vos serão dadas em acréscimo. Não vos preocupeis, pois, com o dia de amanhã: o dia de amanhã terá as suas preocupações próprias. A cada dia basta o seu cuidado. | ” |

### Julgar os outros
Neste sermão, Jesus condena também aqueles que julgam os outros, mas não sabem julgar-se a si próprio, não conseguindo reconhecer os seus próprios erros.
| “ | Não julgueis, e não sereis julgados. Porque do mesmo modo que julgardes, sereis também vós julgados e, com a medida com que tiverdes medido, também vós sereis medidos. Por que olhas a palha que está no olho do teu irmão e não vês a trave que está no teu? Como ousas dizer a teu irmão: Deixa-me tirar a palha do teu olho, quando tens uma trave no teu? Hipócrita! Tira primeiro a trave de teu olho e assim verás para tirar a palha do olho do teu irmão. | ” |

### Regra de ouro
| “ | Tudo o que quereis que os homens vos façam, fazei-o vós a eles. Esta é a Lei e os Profetas. | ” |

### O verdadeiro discípulo e as suas dificuldades
Jesus alerta para as dificuldades que os seus discípulos, que pretendem ser os verdadeiros filhos de Deus, irão encontrar no caminho estreito e apertado que conduz à vida eterna e ao Reino de Deus (o chamado caminho da vida).
| “ | Entrai pela porta estreita, porque larga é a porta e espaçoso o caminho que conduzem à perdição e numerosos são os que por aí entram. Estreita, porém, é a porta e apertado o caminho da vida e raros são os que o encontram. | ” |

Jesus também alerta os homens para o fato de só reconhecerem que Ele é o Senhor não é suficiente para eles serem salvos e reconhecidos como os seus verdadeiros discípulos, mas sim, necessitando também de fazer verdadeiramente a vontade de Deus.
| “ | Nem todo aquele que me diz - Senhor, Senhor - entrará no Reino dos Céus, mas sim aquele que faz a vontade de meu Pai que está nos céus. Muitos me dirão naquele dia: Senhor, Senhor, não pregamos nós em vosso nome, e não foi em vosso nome que expulsamos os demônios e fizemos muitos milagres? E, no entanto, eu lhes direi: Nunca vos conheci. Retirai-vos de mim, operários maus! | ” |

### Os falsos profetas
Jesus aconselhou os seus discípulos a acautelarem dos falsos profetas, que, apesar de parecerem ovelhas, são na verdade uns lobos arrebatadores e maus que têm por finalidade desorientar as pessoas e levá-las à perdição.
| “ | Guardai-vos dos falsos profetas. Eles vêm a vós disfarçados de ovelhas, mas por dentro são lobos arrebatadores. Pelos seus frutos os conhecereis. Colhem-se, porventura, uvas dos espinhos e figos dos abrolhos? Toda árvore boa dá bons frutos; toda árvore má dá maus frutos. Uma árvore boa não pode dar maus frutos; nem uma árvore má, bons frutos. Toda árvore que não der bons frutos será cortada e lançada ao fogo. Pelos seus frutos os conhecereis. | ” |

### Edificar sobre a rocha
Jesus, concluindo o seu sermão, exorta por fim aos seus discípulos para, depois de escutar as suas palavras e ensinamentos, pô-los verdadeiramente em prática, para serem semelhantes a um homem prudente que edificou sua casa sobre a rocha. A rocha é resistente a todas as tempestades, por isso, ela é uma excelente base ou fundamento para sustentar a casa, assemelhando-se à Palavra de Deus, que serve como fundamento e sustenta todas as pessoas que põe-na em prática, protegendo-as e ajudando-as a ultrapassar todos os obstáculos e dificuldades que elas poderão encontrar nas suas vidas.
| “ | Aquele, pois, que ouve estas minhas palavras e as põe em prática é semelhante a um homem prudente, que edificou sua casa sobre a rocha. Caiu a chuva, vieram as enchentes, sopraram os ventos e investiram contra aquela casa; ela, porém, não caiu, porque estava edificada na rocha. Mas aquele que ouve as minhas palavras e não as põe em prática é semelhante a um homem insensato, que construiu sua casa na areia. Caiu a chuva, vieram as enchentes, sopraram os ventos e investiram contra aquela casa; ela caiu e grande foi a sua ruína. | ” |

### Fim narrativo
No fim narrativo, o evangelista São Mateus descreve que a multidão que foi ouvir o sermão "ficou impressionada com a sua doutrina" porque Jesus "a ensinava como quem tinha autoridade e não como os escribas" (Mateus 7:28–29).

## Interpretação segundo a Igreja Católica
A Igreja Católica divide os ensinamentos deste sermão (e também doutros discursos de Jesus) em duas categorias: os preceitos ou ensinamentos gerais, que todos devem seguir para obter a salvação e a definitiva libertação (ou seja, atingir a santidade), e os conselhos específicos ou conselhos evangélicos. A obediência a estes últimos conselhos é necessário só para aqueles que querem ser perfeitos, tal como Deus Pai, que é também perfeito (Mt 5, 48). Mas, mesmo que não seja obrigatório, Jesus encoraja e exorta os seus discípulos a serem perfeitos, e não só salvos.
Esta teoria foi iniciada por Santo Agostinho e desenvolvida na sua plenitude por São Tomás de Aquino, embora uma versão semelhante mas muito mais antiga foi já anunciada no famoso Didaquê, capítulo 6, versículo 2: Pois, se puderes portar todo o jugo do Senhor, serás perfeito; se não puderes, faze o que puderes para seres salvo (Did 6, 2).